# Iratoșu
Iratoșu (węg. Nagyiratos) – wieś w Rumunii, w okręgu Arad, w gminie Iratoșu. W 2011 roku liczyła 1803 mieszkańców. 